# David Rizzio

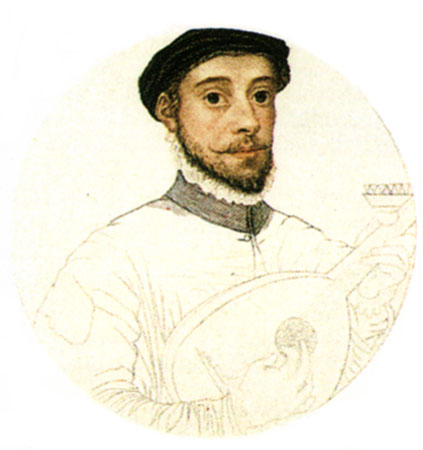
David Rizzio

David Rizzio, auch David Riccio (* um 1533 in Pancalieri, Piemont; † 9. März 1566 in Edinburgh, Schottland), war ein italienischer Lautenspieler und Komponist sowie Privatsekretär und Günstling von Maria Stuart. Seine Ermordung 1566 löste die Kette tragischer Ereignisse aus, die zur Abdankung Marias und ihrer Flucht nach England führten, wo sie gefangengesetzt und 1587 enthauptet wurde.

## Geschichte
David Rizzio kam 1561 mit dem Botschafter von Savoyen nach Schottland. Dort trat er in die Dienste von Maria Stuart. 1564 wurde er ihr Sekretär für französische Angelegenheiten. Das Vertrauen, das ihm Maria Stuart entgegenbrachte, erzeugte Eifersucht und Hass von Seiten vieler Adliger. Verstärkt wurde dies noch durch den katholischen Glauben Rizzios, dem die überwiegend protestantischen Lords ablehnend gegenüberstanden. Sie überzeugten Lord Darnley, Marias Ehemann, dass Rizzio Marias Geliebter war.

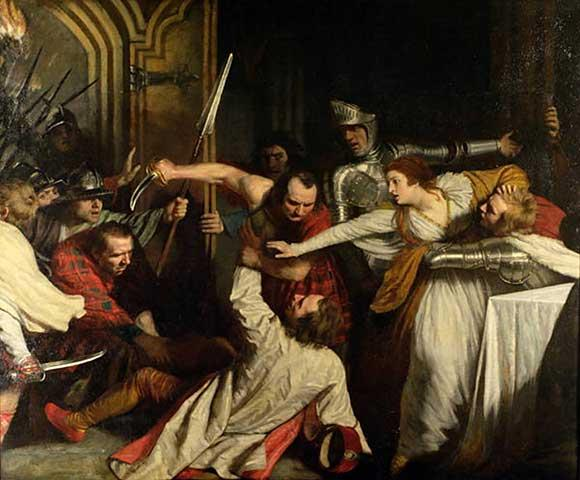
Die Ermordung Rizzios, von John Opie (1787)

Am 9. März 1566 drang eine Gruppe Adliger unter Anführung Lord Darnleys sowie des Drahtziehers Patrick Ruthven, 3. Lord Ruthven, im Schloss von Holyrood, in die Gemächer von Maria Stuart ein und tötete Rizzio vor den Augen der Königin. Dieser wurde jedoch nicht, wie später kolportiert, aus dem Bett der im fünften Monat schwangeren Königin gezogen, sondern saß mit ihr und ihren Hofdamen am Esstisch, als Darnley über eine schmale Wendeltreppe aus seiner Wohnung heraufgestiegen kam, seine Frau des Ehebruchs anklagte und die Überstellung Rizzios verlangte, was sie ablehnte. Darnleys Mittäter traten herein, Rizzio kniete sich neben die Königin, flehte um Gnade und umklammerte ihr Gewand. Er wurde jedoch ins benachbarte Audienzzimmer geschleppt und dort mit 57 Messerstichen getötet. Sein angeblicher Blutfleck wird dort heute noch gezeigt.
Es gibt keinen Beweis für die Behauptung, dass Rizzio der Geliebte Maria Stuarts war. Fest steht allerdings, dass seine Ermordung Teil einer größeren Kampagne des schottischen Adels gegen die Königin war, der befürchtete, dass Maria Stuart mit Hilfe der französischen Familie ihrer Mutter (der Herzöge von Guise) Schottland zum katholischen Glauben zurückführen wolle. Zuvor war schon die Heirat mit ihrem katholischen Vetter Darnley skeptisch aufgenommen worden – ein Jahr später wurde dieser (mit Wissen seiner Frau) das nächste Mordopfer.
Der Komponist Luigi Canepa widmete ihm die Oper Davide Rizio, Jules Massenet die Kantate David Rizzio.

## Sonstiges
Im 2018 erschienenen historischen Filmdrama Maria Stuart, Königin von Schottland wurde Rizzio vom puerto-ricanischen Schauspieler Ismael Cruz Córdova verkörpert.